# توني بلاك
توني بلاك (بالإنجليزية: Tony Black)‏ (15 يوليو 1969 في المملكة المتحدة - ) هو لاعب كرة قدم بريطاني في مركز الوسط. لعب مع نادي أكرينغتون ستانلي وويغان أتلتيك ونادي تشورلي وBamber Bridge F.C. ‏ ونادي ستاليبريدج سيلتيك وليه جنيسيس ‏.

## وصلات خارجية
- توني بلاك على موقع Soccerbase.com (لاعب) (الإنجليزية)